# Don't Worry, He Won't Get Far on Foot
Don't Worry, He Won't Get Far on Foot és una pel·lícula estatunidenca biogràfica escrita i dirigida per Gus Van Sant, estrenada l'any 2018. Es va tractar de l'adaptació de la autobiografia homònima de John Callahan.

## Argument
John Callahan, que ha quedat tetraplègic a l'edat de vint-i-un anys a causa del seu alcoholisme, troba en el dibuix una forma de teràpia abans d'esdevenir un famós dissenyador de dibuixos animats.

## Repartiment
- Joaquin Phoenix: John Callahan
- Jonah Hill: Donnie
- Rooney Mara: Annu
- Jack Black: Dexter
- Mark Webber: Mike
- Angelique Rivera: Terry Alvarado
- Beth Ditto: Reba
- Peter Banifaz: Dr. Malone
- Udo Kier: Hans
- Kim Gordon: Corky
- Olivia Hamilton: Nurse Lily
- Steve Zissis: Elias
- Emilio Rivera: Jesus Alvarado
- Rebecca Rittenhouse: Bonnie
- Carrie Brown stein: Suzanne
- Heather Matarazzo: Shannon
- Ron Perkins: Morton Kimble
- Rebecca Field: Margie Bighew
- Jessica Jad'andres: Cindy
- Sunny Suljic: el nen al skateboard
- Tony Greenhand: Tim
- Mireille Enos: el fantasma de la mare de John Callahan

## Producció
El novembre de 2016, es va anunciar que Joaquin Phoenix farà el paper del dissenyador John Callahan davant de la càmera de Gus Van Sant, vint-i-dos anys després de la seva primera col·laboració a Tot per un somni. El guió està basat en l'autobiografia  Don't Worry, He Won't Get Far on Futbol  de John Callahan. El mes següent, Rooney Mara i Jonah Hill s'uneixen a Joaquin Phoenix. Jack Black completa el repartiment el febrer de 2017.

## Critica
- "Vivacitat d'un muntatge que barreja temps i tons, i somatitza la nerviosa electricitat del retolador del propi biografiat. El lliurament del repartiment equilibra bé la balança. (…) Puntuació: ★★★★ (sobre 5)"[5]

- "Joaquin Phoenix brilla (...) El que més impressiona són els aspectes existencials de la història"[6]

- "Aquest retrat descontrolat però entretingut de l'heroi local tetraplègic John Callahan és notable per la seva generositat d'esperit i amabilitat (...) És encantadora de manera despreocupada."[7]

## Premis
- Berlinale 2018: En competició[cal citació]